# Ha Sok-čin
Ha Sok-čin (hangul: 하석진, hanča: 河錫辰, * 5. března 1982) je jihokorejský herec.

## Televize
- 2005: Sulpchun jonga
- 2006: Princess Lulu
- 2006: Dr. Kkang
- 2006: Korea Secret Agency
- 2007: If in Love... Like Them
- 2007: Hello! Miss
- 2007: Drama City
- 2008: I am Happy
- 2009: What's for Dinner?
- 2010: The Great Merchant
- 2010: Once Upon a Time in Saengchori
- 2011: Can't Lose
- 2011: If Tomorrow Comes
- 2012: Standby
- 2012: Childless Comfort
- 2013: Shark
- 2013: Thrice Married Woman
- 2014: Legendary Witches
- 2015: D-Day
- 2016: Iron Lady
- 2016: Drinking Solo
- 2016: 1% of Anything
- 2017: Radiant Office

## Filmy
- 2006: Panggwahu oksang
- 2006: Sexy Teacher
- 2007: Unstoppable Marriage
- 2008: Summer Whispers
- 2016: Like for Likes